# Båtsfjords kommun
Båtsfjords kommun (norska: Båtsfjord kommune, nordsamiska: Báhcavuona gielda) är en kommun i Finnmark fylke i norra Norge. Kommunen omfattar nordöstra delen av Varangerhalvön och gränsar i öster till Vardø kommun, i söder till Vadsø kommun och i väster till Berlevågs kommun.
Så gott som alla kommunens invånare bor i centralorten Båtsfjord. Numera finns en helårsöppen väg över Båtsfjordfjället, den så kallade "Ishavsvägen" (fylkesväg 891) med anknytning till Europaväg 6 i Tana bru. Båtsfjords flygplats är en kortbaneflygplats med omkring 15.000 passagerare per år, och Hurtigruten trafikerar samhället.
Fiskeläget Båtsfjord ligger väl skyddat, långt inne i en djup vik. Båtsfjord är ett av Norges större fiskelägen, med omkring 10.000 båtanlöp årligen.

## Administrativ historik
Båtsfjords kommun, under namnet Vardø landsogn, bildades 1839 genom en delning av Vardø kommun. 1874 överfördes ett område med 48 invånare till Vardø kommun. 1955 bytte kommunen namn till Båtsfjords kommun. 1964 fick kommunen sina nuvarande gränser när ett område med 621 invånare överfördes till Vardø kommun.

## Sevärdheter
- Båtsfjords kyrka invigdes 1971 och har uppemot 300 sittplatser. Den ligger på en höjd i utkanten av samhället. Hela korväggen utgörs av stora glasmålerier (85 m², ett av Europas största) av Jardar Lunde.
- Hamnefjell ligger utanför samhället. På berget finns Norges högsta telemast, 241,8 meter hög.
- Fiskeläget Syltefjord är numera nedlagt som fiskeläge och har enbart fritidsboende. Ett litet hembygdsmuseum har öppet sommartid.

## Tätorter
I Båtsfjords kommun finns en tätort:

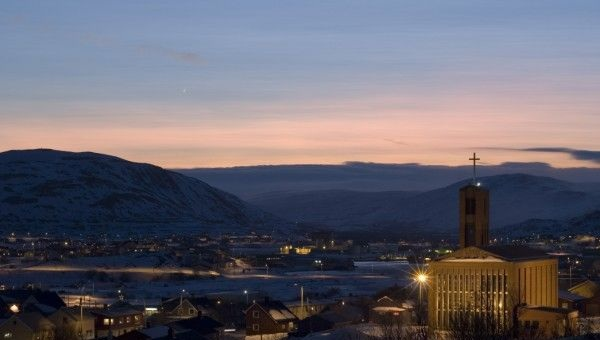
Båtsfjord i kvällsljus.

- Båtsfjord (centralort)

## Socknar
Inom Norska kyrkan motsvaras Båtsfjords kommun av Båtsfjords socken i Varangers prosteri i Nord-Hålogalands stift.